# Pouteria pimichinensis
Pouteria pimichinensis là một loài thực vật thuộc họ Sapotaceae. Đây là loài đặc hữu của Venezuela.